# José Manuel Ochotorena
José Manuel Ochotorena Santacruz (* 16. Januar 1961 in San Sebastián) ist ein ehemaliger spanischer Fußballtorhüter und Fußballtrainer.

## Leben und Karriere
Aktuell ist Ochotorena Torwarttrainer beim FC Valencia. Von dort kam er im Jahr 2004 kam er zusammen mit seinem spanischen Kollegen Rafael Benítez zum FC Liverpool, kehrte jedoch im Juli 2007 zurück. Vor seiner Zeit in Liverpool war er auch Torwarttrainer der spanischen Nationalmannschaft. Als Spieler stand Ochotorena bei Real Madrid, FC Valencia, CD Teneriffa, CD Logrones und Racing Santander unter Vertrag. Er machte ein Spiel für die spanische Fußballnationalmannschaft und nahm an der Weltmeisterschaft 1990 in Italien als Ersatztorhüter für Andoni Zubizarreta teil. Bei der WM kam er zu keinem Einsatz und Spanien schied im Achtelfinale aus.